# Seigneurie de Vaudreuil
Pour les articles homonymes, voir Vaudreuil.

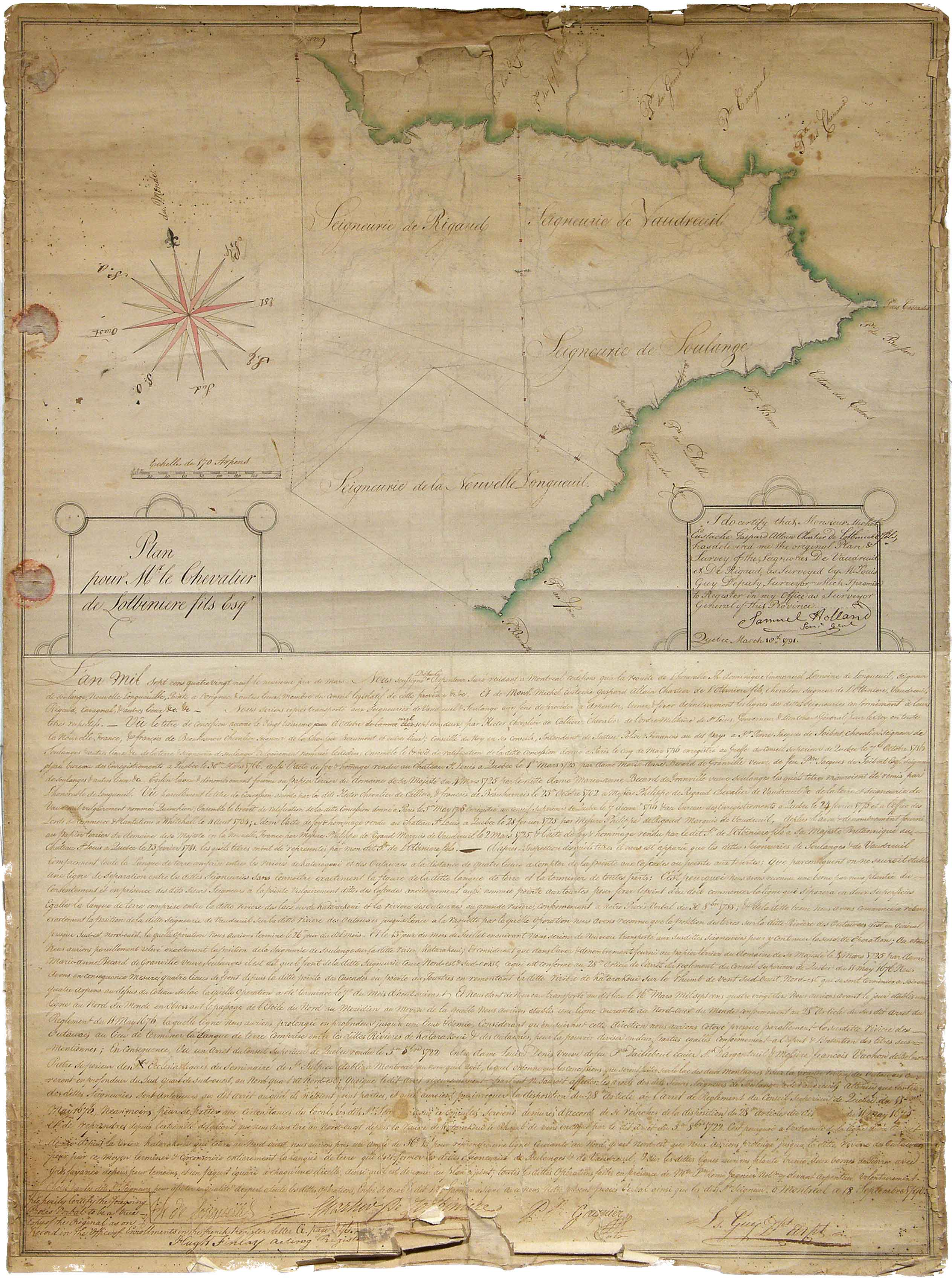
Carte de la région de Vaudreuil-Soulanges, 1791

La seigneurie de Vaudreuil était une seigneurie en Nouvelle-France. Elle était située dans l'actuelle municipalité régionale de comté de Vaudreuil-Soulanges en Montérégie (Suroît).

## Toponymie
Le nom de la seigneurie rappelle Philippe de Rigaud de Vaudreuil, à qui elle est concédée initialement. Rigaud de Vaudreuil est alors gouverneur de Montréal puis gouverneur de la Nouvelle-France. Un hameau situé à Vaudreuil-Dorion porte aujourd'hui le nom de Seigneurie-de-Vaudreuil. 

## Géographie
La seigneurie de Vaudreuil prend la forme d'un triangle dont les dimension correspondent à 4 lieues de front sur 1,5 lieue de profondeur sur la presqu'île de Vaudreuil-Soulanges, sur la rive droite de la rivière des Outaouais à son embouchure au fleuve Saint-Laurent. La seigneurie est bornée au nord et à l'est par la rivière des Outaouais et le lac des Deux-Montagnes, au sud par la seigneurie de Soulanges et à l'ouest par la seigneurie de Rigaud. Elle correspond aux territoires des municipalités actuelles de Vaudreuil-Dorion, Vaudreuil-sur-le-Lac, L'Île-Cadieux, Hudson et Saint-Lazare.

## Histoire
À la fin du XVIIe siècle, l'ensemble de la région à l'ouest de l'île de Montréal est un important centre de traite de la fourrure. En 1701, Pierre-Jacques de Joybert de Soulanges et de Marson prend l'initiative de demander au roi la concession de la « pointe de la langue de terre qui sépare la grande rivière », puisque le fleuve Saint-Laurent et la rivière des Outaouais sont à cette époque considérés comme deux branches d'une même grande rivière, qui serait partagée entre lui et Philippe de Rigaud de Vaudreuil, lequel est l'époux de sa sœur, Louise-Élisabeth de Joybert de Soulanges et de Marson. Le 23 octobre 1702, le gouverneur Louis-Hector de Callière accorde la seigneurie de Vaudreuil à Philippe de Rigaud de Vaudreuil. Les deux seigneuries de Soulanges et de Vaudreuil sont concédées simultanément et la définition de leur délimitation les renvoie l'une à l'autre,. En 1725, Vaudreuil, alors gouverneur général de la Nouvelle-France, dépose un dénombrement de sa seigneurie, dans lequel il énumère 38 habitants.
À sa mort en décembre de la même année, ses fils Pierre de Rigaud de Vaudreuil et François-Pierre de Rigaud de Vaudreuil héritent de la seigneurie de Vaudreuil. La région entre alors dans une phase de déclin, principalement dû à son éloignement géographique de la région agricole de Montréal. En 1732, les frères Rigaud de Vaudreuil se font concéder la nouvelle seigneurie de Rigaud, immédiatement à l'ouest de la seigneurie de Vaudreuil. Vers 1742, le mouvement de population finit par atteindre Vaudreuil: la région connaît alors un essor démographique modéré. En 1755, Pierre de Rigaud de Vaudreuil devient gouverneur général de Nouvelle-France. En 1760, après la prise de Montréal, il est contraint de signer la capitulation de la Nouvelle-France et de retourner en France où il subit un procès dans ladite affaire du Canada. Les seigneuries de Vaudreuil et de Rigaud sont ainsi vendues à Michel Chartier de Lotbinière, noble apprenté puisque la grand-mère paternelle des Rigaud de Vaudreuil est Marie-Françoise Chartier de Lotbinière. En 1765, la population de Vaudreuil atteint 381 habitants. L'agriculture remplace progressivement la traite de fourrures comme activité économique dominante. En 1768, Michel Chartier de Lotbinière donne le fief Choisy à sa fille Marie-Louise. En 1771, Chartier de Lotbinière, lourdement endetté et s'adaptant difficilement au régime britannique au Canada, vend ses deux seigneuries à son fils Michel-Eustache-Gaspard-Alain Chartier de Lotbinière.
À partir de 1783 débute la construction de l'église Saint-Michel de Vaudreuil, qui s'échelonne jusqu'en 1789. Selon la Société historique d'Hudson, Marie-Louise Chartier de Lotbinière vend le fief Choisy à l'Américain W.C. Whitlock en 1791 alors que la Commission de toponymie du Québec indique que  Michel-Eustache-Gaspard-Alain Chartier de Lotbinière accorde la possession de l'arrière-fief Choisy à Michel MacKay en 1817. En 1822, à la mort de Michel-Eustache-Gaspard-Alain Chartier de Lotbinière, la seigneurie de Vaudreuil est léguée à sa fille aînée Louise-Josephte Chartier de Lotbinière alors que la cadette Marie-Charlotte hérite de la seigneurie de Rigaud. Les deux seigneuries ne sont désormais plus dans un même patrimoine. Le 14 juillet 1845 a lieu la première assemblée du conseil municipal de la paroisse de Vaudreuil. Le régime seigneurial est aboli en 1854. En 1860, l'arrière-fief Choisy appartient à Charles Whitlock et Henriette Whitlock.